# Paya Kuda
Paya Kuda is een bestuurslaag in het regentschap Deli Serdang van de provincie Noord-Sumatra, Indonesië. Paya Kuda telt 523 inwoners (volkstelling 2010).